# Plan comptable
Pour les articles homonymes, voir COA.
Le plan comptable ou compte d'exploitation (en anglais : chart of accounts ou COA) est l'ensemble des règles d'évaluation et de tenue des comptes qui constitue la norme de la comptabilité.
Parmi cet ensemble de règles que constitue le plan comptable figure le plan de comptes, qui correspond à la liste des comptes ordonnée. Le plan de compte est donc l'un des éléments du plan comptable. C'est à tort que le langage usuel réduit souvent le plan comptable au seul plan de compte.

## Enjeux du plan comptable

### Inconvénients
Ce système est relativement rigide : chaque classe ne peut contenir que dix comptes, chaque compte ne peut contenir que 10 sous-comptes (de 0 à 9).
Au niveau européen ou mondial, il manque une normalisation. Ainsi, lorsqu'une entreprise doit consolider les comptabilités de ses filiales, il est nécessaire d'établir un tableau de correspondance de compte à compte, voire de créer des comptes analytiques spécialisés puisque le plan comptable français n'est pas le même que, par exemple, le plan comptable tchèque et que la correspondance entre les comptes n'est jamais idéalement établie d'une législation comptable à l'autre. À cet égard, le système « anglo-saxon » qui laisse à chaque entreprise le soin d'établir son propre plan de comptes est préférable puisqu'une multinationale pourrait, dans ce cas-là, faire adopter par toutes ses filiales un plan de comptes commun à toutes les unités comptables du groupe, quel que soit son pays d'établissement.
C'est pour pallier ce manque d'uniformisation des données comptables et augmenter la lisibilité des comptes consolidés que l'Europe a adopté les normes comptables internationales IAS/IFRS. Ainsi, depuis le 1er janvier 2005, toute entreprise européenne cotée en bourse a l'obligation de publier ses Comptes consolidés selon le schéma IAS/IFRS. Poursuivant la logique, certains états européens encouragent depuis leurs sociétés à également publier leurs comptes nationaux selon les normes internationales. C'est le cas par exemple de la Belgique ou de la France. Ce n'est toutefois pas une obligation à ce jour.
Notons cependant qu'avec le développement de l'informatique (voir « progiciel de gestion intégré »), la complexité de la consolidation comptable supra-nationale est grandement facilitée par un double jeu de comptes au niveau des filiales : l'un national et légal quand il existe, l'autre destiné aux besoins de la consolidation de la société mère.

### Avantages
Un plan de comptes est utilisé par un acteur économique (entreprise ou personne physique) au sein de son système comptable pour enregistrer les événements économiques et financiers selon un classement normalisé dans le respect des principes comptables. C'est une norme de classification des comptes.
Ce système hiérarchique permet :
- d'agréger très facilement des ensembles d'opérations homogènes (ex. pour connaître le solde de tous les comptes bancaires, il suffit de consulter le solde du compte correspondant),
- de multiplier sans peine les subdivisions (certaines comptabilités contiennent des comptes à 10 chiffres)

La simple connaissance de certaines règles de codifications permet de retrouver assez facilement le numéro de compte voulu.
Une connaissance du système abrégé suffit à retrouver facilement un compte.
Pour les auditeurs ou toute tierce personne chargée d'examiner ou de donner une opinion sur la comptabilité, ce système de plan comptable imposé légalement et pour toutes les unités comptables du pays, permet une économie de temps considérable puisqu'il évite de devoir découvrir et analyser le plan comptable créé ad hoc selon les principes comptables et de devoir en vérifier la compatibilité avec les lois et normes en vigueur.